# Columbo (sezonul 5)
Sezonul 5 al serialului american de televiziune Columbo este format din 6 episoade, care au fost difuzate de postul NBC în perioada 14 septembrie 1975 – 2 mai 1976.

## Istoricul difuzării
Episoadele acestui sezon au fost difuzate inițial duminica, în intervalul 21:00-22:30 (EST⁠(d)), ca parte a emisiunii de televiziune The NBC Sunday Mystery Movie⁠(d).

## Lansare pe DVD
Episoadele sezonului 5 au fost lansate pe DVD de Universal Studios Home Entertainment⁠(d).

## Episoade
| Numărul în cadrul serialului | Numărul în cadrul sezonului | Titlu                          | Regizor          | Scenarist                                           | Ucigaș(ă)                                                                       | Victimă / Victime                                                            | Data difuzării în premieră | Durată  |
| --- | --------------------------- | ------------------------------ | ---------------- | --------------------------------------------------- | ------------------------------------------------------------------------------- | ---------------------------------------------------------------------------- | -------------------------- | ------- |
| 32 | 1                           | „Forgotten Lady”               | Harvey Hart      | William Driskill                                    | Janet Leigh în rolul Grace Wheeler                                              | Sam Jaffe în rolul Henry Willis                                              | 14 septembrie 1975         | 98 min. |
| Fosta vedetă de cinema Grace Wheeler (Janet Leigh) încheie un contract pentru producerea unui nou film muzical, intenționând să-și reia cariera artistică după mulți ani de întrerupere. Ea mizează că soțul ei, medicul pensionar Henry Willis (Sam Jaffe), îi va finanța întoarcerea pe scenă, dar acesta refuză categoric. În aceeași seară medicul se retrage în dormitorul lui de la etaj, în timp ce actrița îi cere bătrânului majordom (Maurice Evans) să-i pună un film clasic în sala de proiecție a casei. În timpul rulării filmului, Grace, care îi turnase anterior soțului o cantitate mare de somnifer în paharul de lapte, se strecoară în dormitorul lui și îl împușcă, simulând că el s-ar fi sinucis în urma primirii unor vești proaste cu privire la starea lui de sănătate. Chemat în aceeași noapte în urma unui apel de urgență, locotenentul Columbo este intrigat încă de la început de niște amănunte care contrazic ipoteza suicidului: starea impecabilă a papucilor de casă ai victimei (care ar fi trebuit să se deplaseze pe un drum umed în garaj pentru a-și lua pistolul din torpedoul mașinii), o carte cu un subiect amuzant aflată pe noptieră și somniferul luat în acea noapte. Indiciu/întorsătură finală: Columbo descoperă o discrepanță între durata normală a filmului și durata proiecției din acea noapte și concluzionează că filmul s-a rupt și nu a putut fi reparat câtva timp ca urmare a faptului că Grace Wheeler nu se afla atunci în sala de proiecție. În acel timp, actrița era plecată pentru a comite crima. Cercetând dosarele medicale ale dr. Willis, detectivul află că actrița suferea de o boală degenerativă a creierului (motivul principal pentru care medicul pensionar a refuzat să-i finanțeze spectacolul prin care urma să-și reia cariera, deoarece efortul fizic al actoriei ar fi ucis-o), pe care soțul ei i-o ascunsese. „Forgotten Lady” este unul dintre cele două episoade (celălalt este „It’s All In The Game”) în care făptașul nu este arestat la sfârșitul episodului, ca urmare a faptului că Ned Diamond (John Payne), fostul partener și vechiul iubit al lui Grace Wheeler, mărturisește în mod fals că el ar fi criminalul pentru a o salva de suferință în ultimele ei săptămâni de viață. Columbo îl arestează pe Diamond, amândoi dându-și seama însă că artista va muri înainte ca poliția să poată dovedi nevinovăția acuzatului. O acțiune secundară amuzantă, care se desfășoară în paralel, se referă la obiceiul lui Columbo de a nu purta o armă de foc și la eschivarea lui timp de un deceniu de a susține proba periodică de tragere la țintă. El reușește să scape de sergentul Leftkowitz (Francine York⁠(d)) și de superiorul său ierarhic, care-i cer să-și îndeplinească obligațiile de serviciu, dar este abordat în cele din urmă de un ofițer de la Departamentul Afaceri Interne care îl anunță că are 24 de ore la dispoziție pentru a se prezenta la poligon sau i se va retrage insigna. Columbo își împrumută insigna unui prieten căruia îi cere să meargă la poligon în locul lui, susținând că el nu ar putea trece proba de tragere la țintă. Acest episod conține fragmente din comedia muzicală Walking My Baby Back Home⁠(d) (1953), în care Janet Leigh a interpretat rolul principal, alături de Donald O'Connor. Comedia sus-menționată este filmul favorit al lui Grace, cel care rula în timpul comiterii crimei și cel pe care îl urmărește, fascinată, la sfârșitul episodului.                                                                        |                             |                                |                  |                                                     |                                                                                 |                                                                              |                            |         |
| 33 | 2                           | „A Case of Immunity”           | Ted Post         | Poveste de: James Menzies⁠(d); Scenariu de: Lou Shaw | Héctor Elizondo⁠(d) în rolul Hassan Salah și Sal Mineo⁠(d) în rolul Rachman Habib | André Lawrence în rolul Youseff Alafa și Sal Mineo⁠(d) în rolul Rachman Habib | 12 octombrie 1975          | 75 min. |
| Hassan Salah (Héctor Elizondo⁠(d)), prim-secretarul Legației Regatului Suari (o națiune arabă fictivă), este un diplomat conservator, aflat în opoziție deschisă cu stilul modernist de guvernare al tânărului rege care tocmai a urcat pe tron. El pune la cale un plan îndrăzneț pentru a provoca schimbarea puterii în cadrul guvernului și, cu ajutorul lui Rachman Habib (Sal Mineo⁠(d)), un angajat idealist și naiv al Legației, deschide un seif, de unde scoate acte și o sumă mare de bani, îl ucide pe ofițerul însărcinat cu securitatea și apoi plantează dovezi care fac să pară că furtul și crima au fost opera unor dizidenți radicali. Diplomatul merge apoi la o secție de poliție pentru a conveni măsurile de securitate pentru protecția tânărului rege, care urma să vină într-o vizită oficială în SUA, iar în acest timp Habib provoacă aruncarea în aer a seifului și se năpustește cu mașina printr-o poartă pe care o distruge. Ajuns curând la locul crimei, locotenentul Columbo găsește o serie de indicii care contrazic ideea pătrunderii unui intrus. Salah aruncă vina pe Habib, care se ascunsese, și apoi îl ucide pentru a-și acoperi complet urmele. Detectivul descoperă adevărul, dar nu poate lua nicio măsură din cauza faptului că Hassan Salah este protejat de imunitate diplomatică⁠(d). Întâlnirea tânărului rege îl face să găsească o soluție pentru a-l demasca pe vinovat. Indiciu/întorsătură finală: Columbo îl provoacă pe Salah, aflat încă sub imunitate diplomatică, să-și mărturisească crimele, în timp ce regele ascultă în camera alăturată. Pentru a rămâne în SUA și a nu fi trimis înapoi în Suari, unde se presupune că ar urma să fie judecat pentru înaltă trădare și torturat, diplomatul arab semnează o mărturisire și renunță la imunitatea față de urmărirea penală. |                             |                                |                  |                                                     |                                                                                 |                                                                              |                            |         |
| 34 | 3                           | „Identity Crisis”              | Patrick McGoohan | William Driskill                                    | Patrick McGoohan în rolul Nelson Brenner                                        | Leslie Nielsen în rolul A.J. „Geronimo” Henderson                            | 2 noiembrie 1975           | 98 min. |
| Un agent secret al CIA cu numele de cod „Geronimo” (Leslie Nielsen) contactează un alt agent pe nume Nelson Brenner (Patrick McGoohan, regizorul acestui episod), care lucrează acum sub acoperire pe post de consultant de afaceri. „Geronimo” știe că Brenner a deturnat fonduri ale CIA și îi cere partea sa de bani dintr-o operațiune specială anterioară în care cei doi au fost implicați. Cei doi agenți se întâlnesc la un parc de distracții din Long Beach, iar, pentru a putea justifica plata banilor datorați, Brenner îl convinge pe „Geronimo” să se întâlnească în aceeași noapte pe plajă cu un om de legătură al unui negustor de informații secrete pe nume Steinmetz. După întâlnirea de pe plajă, Brenner îl ucide pe „Geronimo” cu un obiect contondent. Columbo ajunge imediat la locul crimei, dar investigațiile sale sunt îngreunate chiar de directorul CIA (David White), care vrea să protejeze cu orice preț secretele operațiunilor agenției și ordonă agenților să-l urmărească pe detectiv. Indiciu/întorsătură finală: Alibiul lui Brenner – un discurs înregistrat pentru un producător italo-american de vinuri – se dovedește a fi fals atunci când Columbo stabilește că unele declarații se bazau pe informații care au devenit cunoscute abia la câteva ore după momentul presupus al înregistrării discursului. Nelson Brenner conduce în acest episod un Citroën SM⁠(d), care este o mașină franceză, precum cea a lui Columbo. Vila lui Brenner este aceeași cu cea folosită în episodul „Double Shock” din sezonul 2. O glumă particulară⁠(d) este identificarea directorului CIA cu numele de Philip Corrigan (alias Agentul secret X-9⁠(d)), o referire la un personaj de desene animate creat de Alex Raymond (desenatorul, printre altele, al celebrului personaj Flash Gordon). Într-o aluzie la rolul de agent secret interpretat de Patrick McGoohan în serialul The Prisoner (1967–1968), personajul său folosește în mod repetat expresia „Be seeing you” în acest episod. |                             |                                |                  |                                                     |                                                                                 |                                                                              |                            |         |
| 35 | 4                           | „A Matter of Honor”            | Ted Post         | Brad Radnitz                                        | Ricardo Montalbán în rolul Luis Montoya                                         | Robert Carricart⁠(d) în rolul Hector Rangel                                   | 1 februarie 1976           | 75 min. |
| Fostul matador⁠(d) Luis Montoya (Ricardo Montalbán) este un erou național al Mexicului, renumit pentru curajul său. El s-a retras din activitate de mulți ani și a devenit proprietarul unei ferme zootehnice. Tânărul Curro (A Martinez⁠(d)), fiul contabilului și omului său de încredere, Hector Rangel (Robert Carricart⁠(d)), este, de asemenea, matador și a fost rănit recent în timp ce înfrunta un taur masiv numit Marinero. Prezenți la acea luptă, Montoya și Hector au sărit imediat în ring pentru a-l scoate pe tânăr, dar, confruntat cu pericolul, fostul matador a paralizat de frică și nu a mai provocat taurul. Montoya decide mai târziu să-l omoare pe Hector, singurul martor al momentului său de lașitate, și îl ademenește să intre în ring, unde îl împușcă cu un pistol cu tranchilizante, iar apoi dă drumul taurului pentru a-l ataca pe bărbatul amețit. Pare că Hector a intrat în ring pentru a ucide taurul care i-a rănit fiul și a devenit el însuși victimă. Columbo, care se afla chiar atunci într-un concediu de week-end la Tijuana, este implicat într-un accident rutier, iar comandantul Sánchez, șeful poliției locale (Pedro Armendáriz Jr.⁠(d)), care îl recunoaște după ce a citit în ziar despre rezolvarea crimei din timpul croazierei, îi cere să participe la investigarea incidentului. Cei doi polițiști merg la fața locului, iar Columbo descoperă o serie de indicii care-l fac să ia în calcul ipoteza crimei, fără a putea înțelege însă motivul ei. Indiciu/întorsătură finală: Din cauza stării muletei⁠(d) folosite pentru a atrage taurul, Columbo deduce momentul real al săvârșirii crimei, perioadă pentru care Montoya nu are alibi. Pentru a dovedi mobilul crimei, detectivul îl convinge pe Curro să-l atragă pe Montoya în ringul arenei. Taurul este eliberat, iar fostul matador paralizează din nou de frică, de data aceasta în fața unor martori. Acest episod se remarcă prin faptul că motivul criminalului este dezvăluit abia la sfârșit. La începutul episodului, Luis Montoya – interpretat de actorul american de origine mexicană Ricardo Montalbán – urmărește o secvență dintr-un film vechi în care apare el însuși ca tânăr matador; acea secvență este, de fapt, un fragment din filmul american Fiesta (1947), în care Montalbán joacă rolul unui matador. |                             |                                |                  |                                                     |                                                                                 |                                                                              |                            |         |
| 36 | 5                           | „Now You See Him...”           | Harvey Hart      | Michael Sloan⁠(d)                                    | Jack Cassidy în rolul Stefan Mueller                                            | Nehemiah Persoff în rolul Jesse Jerome                                       | 29 februarie 1976          | 90 min. |
| Jesse Jerome (Nehemiah Persoff), proprietarul localului „Cabaret of Magic”, a aflat că iluzionistul supranumit „Marele Santini” (Jack Cassidy), cel mai faimos artist angajat de el, este în realitate fostul sergent SS Stefan Mueller, care a slujit ca gardian într-un lagăr de concentrare nazist în timpul celui de-al Doilea Război Mondial. Vrând să profite de această informație, lacomul Jerome îl amenință pe Santini că îl va denunța autorităților în cazul că nu va primi jumătate din veniturile spectacolelor sale. Santini nu vrea să cedeze în fața șantajului lui Jerome și își ucide angajatorul în aceeași noapte, în cursul unui număr celebru de evadare dintr-un cufăr ermetic scufundat într-un bazin cu apă, considerând că și-a asigurat un alibi inatacabil. El se strecoară printr-o trapă într-o cameră de la subsol, trece îmbrăcat în chelner prin bucătăria cabaretului, pătrunde prin efracție în biroul lui Jerome, unde îl împușcă și sustrage documentele compromițătoare, și apoi revine pe scenă fără ca nimeni să-l observe. Modul profesionist prin care ucigașul a pătruns în biroul victimei atrage atenția locotenentului Columbo, făcându-l să devină interesat de iluzionist și de trucurile sale. Indiciu/întorsătură finală: Columbo descâlcește ițele acestei crime după ce descoperă că panglica de carbon de la mașina de scris IBM Selectric⁠(d) a lui Jerome conține o urmă clară a oricărui text care s-a scris la acea mașină, deci inclusiv a scrisorii pe care Jerome o tasta ca să o trimită autorităților federale. Textul scrisorii dezvăluie motivul crimei și îl incriminează pe iluzionist. În momentul arestării sale, Santini afirmă că a crezut că a comis crima perfectă⁠(d), dar Columbo îl contrazice, replicându-i că săvârșirea „crimei perfecte” este doar o iluzie. Acesta este al treilea și ultimul episod al serialului Columbo în care Jack Cassidy joacă rolul criminalului (după Murder by the Book din sezonul 1 (1971) și Publish or perish din sezonul 3 (1974)). Actorul a murit accidental la 12 decembrie 1976, în anul difuzării acestui episod. Robert Loggia interpretează rolul lui Harry Blandford, șeful de sală⁠(d) al cabaretului și partenerul de afaceri mai puțin entuziast al lui Jerome. În acest episod, Columb este văzut pentru prima dată purtând un trenci diferit de cel pe care îl poartă de obicei. Noul trenci i-a fost dăruit de soția sa de ziua lui, dar el susține că nu poate gândi în timp ce poartă noua haină. |                             |                                |                  |                                                     |                                                                                 |                                                                              |                            |         |
| 37 | 6                           | „Last Salute to the Commodore” | Patrick McGoohan | Jackson Gillis⁠(d)                                   | Fred Draper⁠(d) în rolul Swanny Swanson                                          | John Dehner⁠(d) în rolul Otis Swanson și Robert Vaughn în rolul Charles Clay  | 2 mai 1976                 | 96 min. |
| Comodorul Otis Swanson (John Dehner⁠(d)) este un ofițer de marină pensionat care deține o companie de construcții navale, pe care o administrează acum ginerele său, Charles Clay (Robert Vaughn); acesta din urmă extinsese și diversificase afacerea respectabilă, dar modestă, transformând-o într-o companie ce construia nave luxoase pentru reprezentanții înaltei societăți. Cu ocazia aniversării zilei sale de naștere, bătrânul antreprenor își anunță intenția de a vinde compania, considerându-i nedemni pe urmașii săi: Charles Clay, ginerele, este un bărbat lacom și lipsit de scrupule, Joanna Clay (Diane Baker), fiica, este o femeie alcoolică și dominată de soțul ei, iar Swanny Swanson (Fred Draper⁠(d)), nepotul, este un playboy în care nu se poate avea încredere. În acea noapte cineva îl ucide pe comodor, iar Clay este văzut încărcând cadavrul socrului pe iahtul acestuia și apoi aruncându-l peste bord pentru a simula un înec accidental în urma căderii de pe vas. Bătrânul este găsit mort după câteva zile, iar Columbo investighează crima cu ajutorul sergentului Kramer și al unui tânăr detectiv în vârstă de 29 de ani. Convingerea locotenentului că autorul crimei este Clay se dovedește prematură și inexactă, după ce presupusul vinovat este găsit mort. Columbo își dă seama că o altă persoană este responsabilă pentru ambele crime. Indiciu/întorsătură finală: Columbo îi adună la un loc pe toți suspecții: Joanna Clay, Swanny Swanson, avocatul Jonathan Kittering (Wilfrid Hyde-White), inginerul Wayne Taylor (Joshua Bryant⁠(d)), managerul șantierului naval, și tânăra arhitectă Lisa (Susan Foster), iubita bătrânului comodor. După ce explică ceea ce pare că s-a întâmplat în acea noapte, detectivul apropie de urechea fiecărui suspect ceea ce spune că ar fi ceasul de buzunar al comodorului, iar singurul care își manifestă neîncrederea atunci când aude ticăitul este Swanny. Ceasul fusese spart în acea noapte pentru a indica un alt moment al crimei și doar ucigașul ar fi putut ști că el nu mai funcționează. Clay acoperise crima deoarece crezuse că ucigașul era soția sa, a cărei broșă o găsise la locul crimei, și a fost ucis atunci când și-a dat seama cine era adevăratul ucigaș. Acest episod se îndepărtează de formatul obișnuit al serialului Columbo în mai multe moduri. În primul rând, spectatorii sunt induși în eroare cu privire la identitatea criminalului: indiciile îl acuză pe Charles Clay (personaj interpretat de Robert Vaughn, care jucase deja rolul unui criminal în episodul „Troubled Waters”), iar întregul episod se dovedește a fi un adevărat Whodunit⁠(d), în care adevăratul ucigaș este dezvăluit abia la sfârșit. În al doilea rând, niciuna dintre cele două crime nu este arătată în momentul săvârșirii. În al treilea rând, Columbo este în mod atipic agitat, nerăbdător și mai puțin amabil decât în majoritatea celorlalte episoade. În al patrulea rând, clișeele verbale obișnuite ale personajului precum „Just one more thing” („Încă ceva”) și „Something's been bothering me” („Este ceva care mă deranjează”) lipsesc din acest episod. În al cincilea rând, în loc să lucreze singur, Columbo lucrează îndeaproape alături de alți doi ofițeri de poliție (interpretați de Bruce Kirby și Dennis Dugan), care îi interoghează uneori pe suspecți. În cele din urmă, episodul se îndepărtează de stilul obișnuit printr-un accent mai mare pe comedie, inclusiv prin câteva elemente minore de slapstick, și printr-un ton mai puțin dramatic. |                             |                                |                  |                                                     |                                                                                 |                                                                              |                            |         |